# Orsingen-Nenzingen
Orsingen-Nenzingen är en kommun i Landkreis Konstanz i regionen Schwarzwald-Baar-Heuberg i Regierungsbezirk Freiburg i förbundslandet Baden-Württemberg i Tyskland.
Kommunen bildades 1 januari 1975 genom en sammanslagning av kommunerna Nenzingen och Orsingen.
Kommunen ingår i kommunalförbundet Stockach tillsammans med staden Stockach och kommunerna Bodman-Ludwigshafen, Eigeltingen, Hohenfels, och Mühlingen.